# 东湖尾孢虫
东湖尾孢虫（学名：Henneguya tunghuensis）为尾孢科尾孢虫属的动物。在中国，分布于湖北等，营寄生生活，寄生在乌鳢的腹腔。